# Sippersfeld
Sippersfeld là một đô thị thuộc thuộc huyện Donnersberg, Đức. Đô thị Sippersfeld có diện tích 13,23 km², dân số thời điểm ngày 31 tháng 12 năm 2006 là 1198 người.